# 基棟王
基棟王（もとむねおう、生没年不詳）は、平安時代初期から前期にかけての皇族。桓武天皇の孫。三品・葛井親王の子。官位は従三位・刑部卿。

## 経歴
桓武天皇を祖父に持つ二世王であったが四位への直叙はなされず、五位を経て承和6年（839年）従四位下に叙せられる。
貞観2年（860年）21年振りに従四位上に昇叙され、翌貞観3年（861年）下野権守に任ぜられると、越中守・伊勢守と清和朝では主に地方官を務めた。
陽成朝に入ると、右京大夫兼山城権守に任ぜられるとともに、元慶3年（879年）正四位下、元慶8年（884年）従三位と累進し公卿に列している。元慶9年（885年）刑部卿。
仁和3年（887年）石清水八幡大菩薩宮への奉幣使となるが、東京四条にて落馬して肢体を負傷したために、神宮まで辿り着くことができなかったという。没年は明らかでないが、『公卿補任』への掲載が仁和3年（887年）までであり、この頃没したか。

## 官歴
注記のないものは『六国史』による。
- 時期不詳：正五位下
- 承和6年（839年） 正月7日：従四位下
- 貞観2年（860年） 11月16日：従四位上
- 貞観3年（861年） 正月13日：下野権守
- 貞観5年（863年） 2月10日：越中守
- 貞観16年（874年） 9月5日：見伊勢守
- 時期不詳：右京大夫。山城権守
- 元慶3年（879年） 11月25日：正四位下
- 元慶8年（884年） 2月23日：従三位
- 元慶9年（885年） 正月16日：刑部卿